# Ingeborg Hedderich

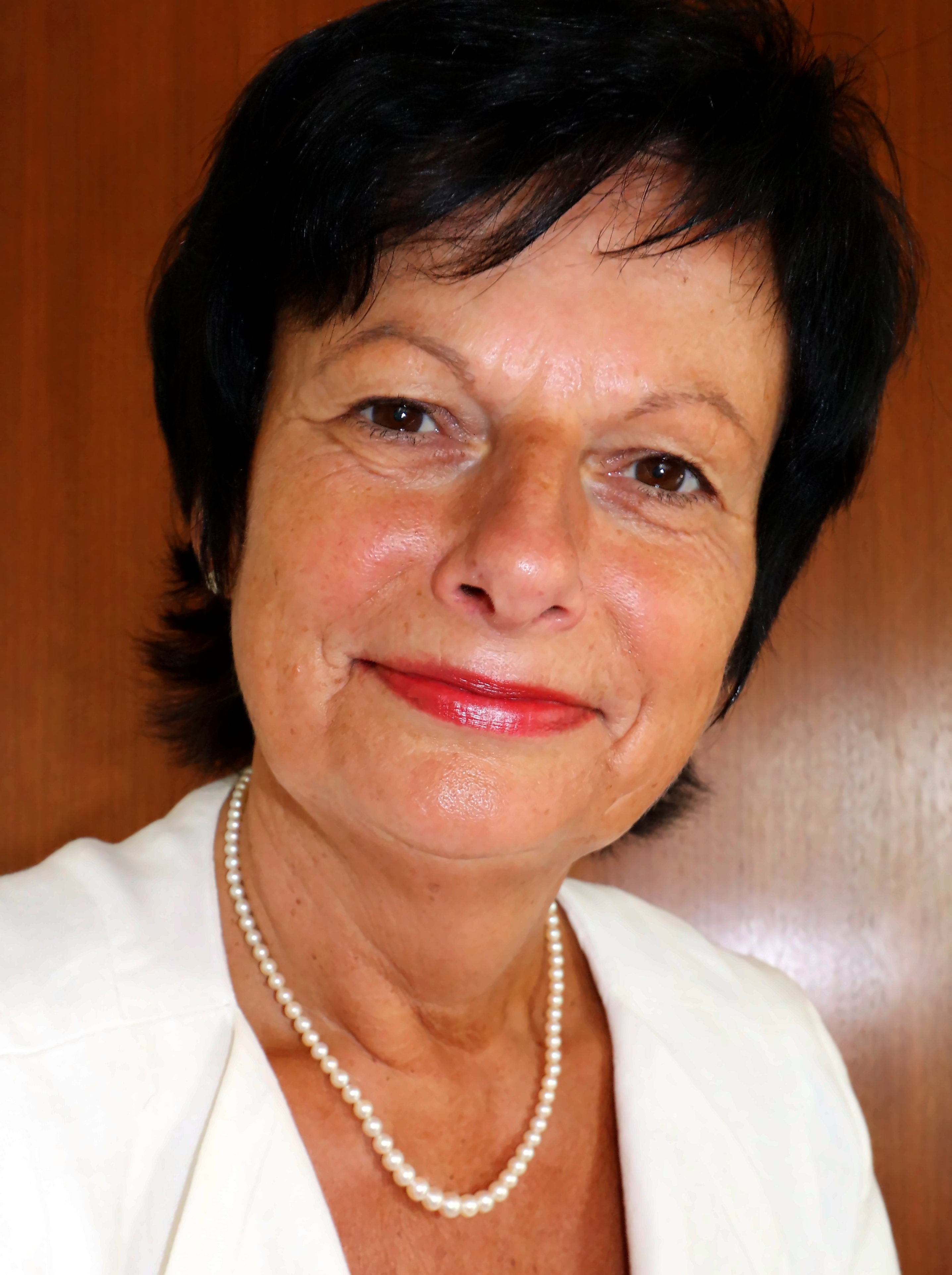
Ingeborg Hedderich (2019)

Ingeborg Hedderich (* 1959 in Essen) ist eine deutsche Erziehungswissenschaftlerin und emeritierte Professorin an der Universität Zürich.

## Werdegang
Ingeborg Hedderich studierte Erziehungswissenschaft und Sonderpädagogik an den Universitäten zu Köln und Frankfurt am Main. Anschließend war sie Wissenschaftliche Assistentin an der Universität zu Köln. Dort promovierte sie 1991 mit einer der ersten empirischen Studien im deutschsprachigen Raum zur schulischen Bildung von Kindern und Jugendlichen mit schwerster, komplexer Behinderung. 1996 bis 1997 folgte eine Gastprofessur an der Pädagogischen Hochschule Heidelberg. 1998 wurde sie Professorin für Didaktik und Methodik der Heil- und Sonderpädagogik an der Hochschule Magdeburg-Stendal. 2000 nahm sie eine Einladung zu einer Gastprofessur an der Universität Hamburg an. 2006 übernahm sie den Lehrstuhl für Körperbehindertenpädagogik an der Universität Leipzig. Von 2011 bis zu ihrer Emeritierung 2022 hatte sie den Lehrstuhl Sonderpädagogik mit den Schwerpunkten Gesellschaft, Partizipation und Behinderung an der Universität Zürich inne. Ihre Abschiedsvorlesung an der Universität Zürich trug den Titel: „Quo vadis Inklusion? Bedeutung und Herausforderung“ und war wissenschaftlich-kritische Analyse und Rückblick auf ihre lange akademische Vita zugleich. 2016 gründete sie die Prof. Dr. Ingeborg Hedderich-Stiftung, die sich der Förderung Sozialer Inklusion in Forschung und Gesellschaft verpflichtet hat.

## Forschungsschwerpunkte
Im Zentrum ihres Forschungsinteresses steht die theoretische und empirische Analyse sozialer und gesellschaftlicher Prozesse der Teilhabe und Ausgrenzung im Kontext der „Kategorie Behinderung“. Aus der Perspektive des Leitbildes „Inklusion“ werden Lebenswelten über die gesamte Lebensspanne in den professionellen Blick genommen. Fachwissenschaftliche Beachtung finden darüber hinaus Profession und Institution im Spannungsfeld von Spezialisierung, Unterstützung und Aussonderung. Ihre Forschungsschwerpunkte sind: Partizipative Forschung, Kindheitsforschung, Burnout und Gesundheit, Inklusive Pädagogik und Montessori-Pädagogik, zu denen sie zahlreiche drittmittelfinanzierte Forschungsprojekte in internationalen Kooperationen realisiert.

## Schriften (Auswahl)
- (mit Darvishy Alireza, Franziska Oberholzer, Rolf Sethe) (2024): Accessible research and teaching at universities. Barrierefreies Forschen und Lehren an Hochschulen. vdf Hochschulverlag, Zollikon 2024, ISBN 978-3-7281-4179-8 (print version). Open Access:  ISBN 978-3-7281-4180-4 / DOI:10.3218/4180-4
- (mit Darvishy Alireza, Franziska Oberholzer, Rolf Sethe): Leitfaden für barrierefreies Lehren und Forschen an der Hochschule. 2. Auflage. Zürich 2022, Open Access: https://doi.org/10.5167/uzh-223644.
- (mit Gottfried Biewer, Judith Hollenweger und Reinhard Markowetz): Handbuch Inklusion und Sonderpädagogik. 2. aktual. und erweiterte Auflage. Julius Klinkhardt Verlag (UTB), Bad Heilbrunn 2022, ISBN 978-3-8252-8804-4.
- (mit Jeanne Reppin und Corinne Butschi): Perspektiven auf Vielfalt in der frühen Kindheit. Mit Kindern Diversität erforschen. 2. durchgesehene Auflage. Julius Klinkhardt Verlag, Bad Heilbrunn 2021, ISBN 978-3-7815-5895-3 Open Access: https://doi.org/10.5167/uzh-209228.
- (mit Raphael Zahnd): Teilhabe und Vielfalt: Herausforderungen einer Weltgesellschaft. Beiträge zur Internationalen Heil- und Sonderpädagogik. Julius Klinkhardt Verlag, Bad Heilbrunn 2016, ISBN 978-3-7815-2059-2.
- (mit Barbara Egloff und Raphael Zahnd): Biografie - Partizipation - Behinderung : Theoretische Grundlagen und eine partizipative Forschungsstudie. Julius Klinkhardt Verlag, Bad Heilbrunn 2015, ISBN 978-3-7815-2004-2.
- (mit André Hecker): Belastung und Bewältigung in Integrativen Schulen. Julius Klinkhardt Verlag, Bad Heilbrunn 2009, ISBN 978-3-7815-1691-5.
- (mit Elisabeth Dehlinger): Bewegung und Lagerung im Unterricht mit schwerstbehinderten Kindern. Reinhardt-Verlag, München 1998, ISBN 3-497-01469-9.
- Burnout. C. H. Beck Verlag, München 2009, ISBN 978-3-406-56265-5.
- Burnout bei Sonderschullehrerinnen und Sonderschullehrern. Eine vergleichende empirische Studie. Edition Marhold, Berlin 1997, ISBN 3-89166-175-4.
- Einführung in die Körperbehindertenpädagogik. 2. Auflage. Reinhardt Verlag, München 2006, ISBN 3-497-01857-0 (UTB für Wissenschaft; 2102).
- Einführung in die Montessori-Pädagogik. Theoretische Grundlagen und praktische Anwendung. 3. Auflage. E. Reinhardt Verlag, München 2011, ISBN 978-3-497-02253-3.
- Förderrealität unterstützt kommunizierender Vorschulkinder. Empirisch-explorative Forschung und pädagogisch-interdisziplinäre Perspektiven. Allitera-Verlag, München 2006, ISBN 3-86520-192-X.
- (mit Helga Loer): Körperbehinderte Menschen im Alter. Lebensweg und Lebenswelt. Klinkhardt-Verlag, Bad Heilbrunn/Obb. 2003, ISBN 3-7815-1256-8.
- Schulische Belastungssituationen erfolgreich bewältigen. Ein Praxishandbuch für Lehrkräfte. Julius Klinkhardt Verlag, Bad Heilbrunn 2011, ISBN 978-3-7815-1821-6.
- Schulische Situation und kommunikative Förderung Schwerstkörperbehinderter. Edition Marhold, Berlin 1991, ISBN 3-89166-137-1 (Dissertation, Universität Köln 1990).
- Unterstützte Kommunikation in der Frühförderung. Grundlagen, Diagnostik, Beispiele. Klinkhardt-Verlag, Bad Heilbrunn 2006, ISBN 3-7815-1412-9 (+ 1 DVD Begegnungen mit Moritz. Wege unterstützter Kommunikation).